# Alfredo Jones Brown
Alfredo Jones Brown (* 23. November 1876 in Montevideo; † 18. Juli 1950 in Punta del Este) war ein uruguayischer Architekt.

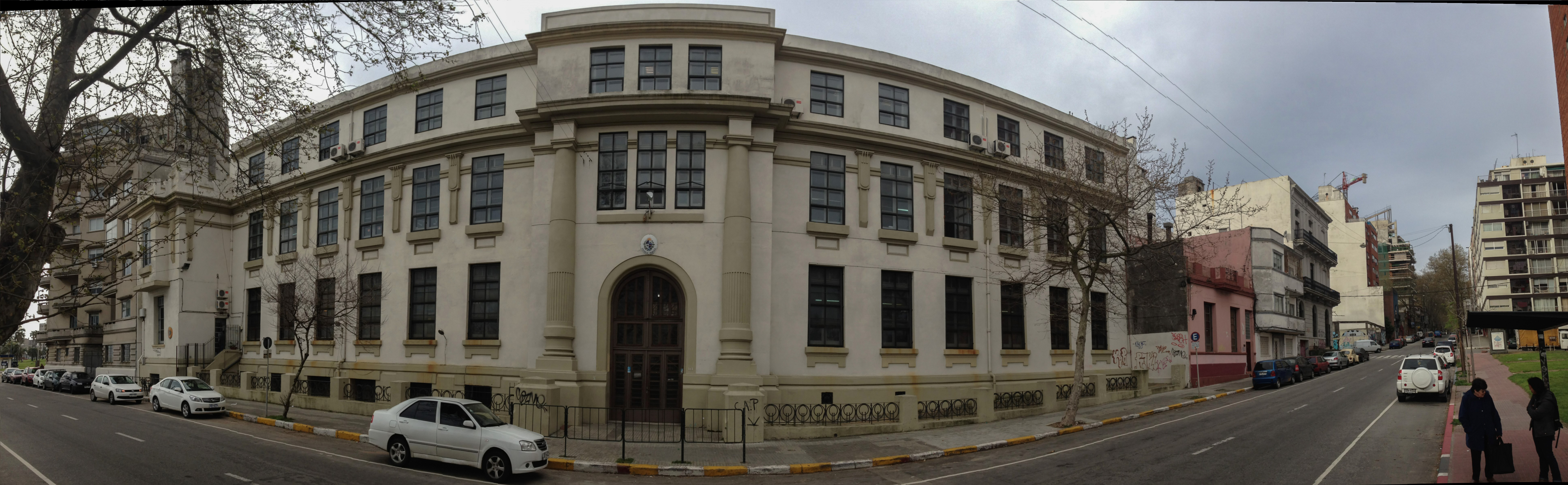
Escuela Republicade Chile, Architekt Alfredo Jones Brown, Montevideo, 1969

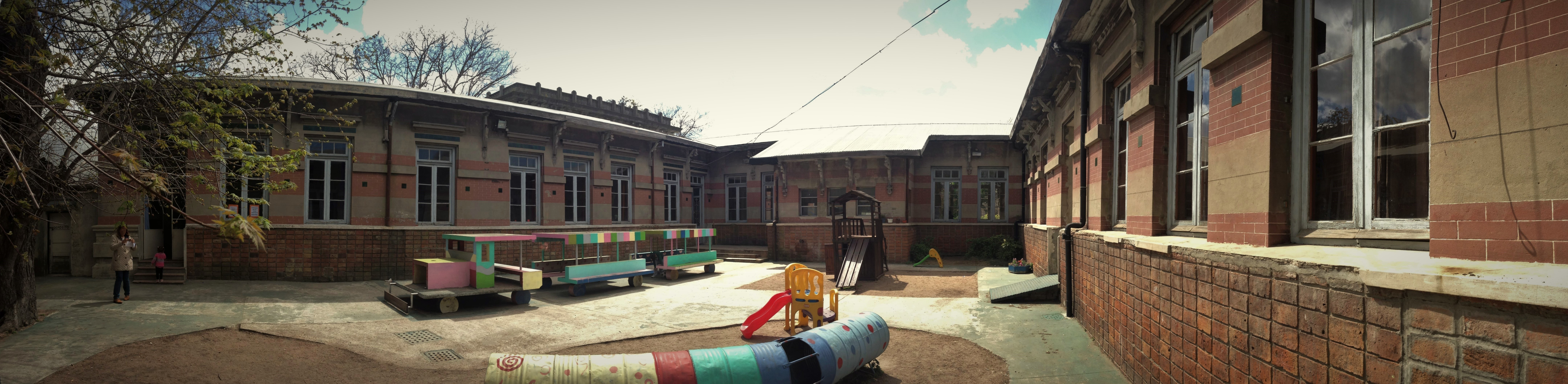
Kindergarten Enriqueta Compte y Riqué, Architekt Alfredo Jones Brown; im Aguada-Viertel in Montevideo. Der erste Kindergarten in Uruguay und Lateinamerika

Der Sohn von Enrique Agustín Jones de Elía und Natividad Brown Blanco (einer Nachfahrin Guillermo Browns) war Absolvent der Universidad de la República in Montevideo. Sein wichtigstes Werk ist das 1911 eingeweihte Gebäude des Instituto Alfredo Vázquez Acevedo (IAVA). Auch stammt das in Montevideo in der Avenida 18 de Julio gegenüber dem Plaza Fabini befindliche Edificio Rex aus dem Jahr 1928 von ihm. Zudem zeichnete er verantwortlich für das Gebäude der deutschen Schule in Montevideo in der Avenida General José de San Martín y Vilardebó.
Jones Brown war zweimal verheiratet. Mit seiner ersten Frau María Elena Caissiols hatte er zwei Söhne namens Alfredo und Enrique. Seine zweite Ehefrau war Josefa Odriozola, die Mutter seines Sohnes Guillermo.